# Ansonia leptopus
Ansonia leptopus é uma espécie de anfíbio anuro da família Bufonidae. É considerada espécie quase ameaçada pela Lista Vermelha do UICN. Está presente na Malásia e Indonésia.